# Záhvozdí
Záhvozdí (německy Hintring) je malá vesnice, část obce Želnava v okrese Prachatice v Jihočeském kraji. Nachází se asi 2,5 kilometru severně od Želnavy. Prochází zde silnice I/39. Je zde evidováno 9 adres. V roce 2011 zde trvale žilo deset obyvatel.
Záhvozdí leží v katastrálním území Želnava o výměře 10,34 km².

## Historie
První písemná zmínka o vesnici pochází z roku 1393. V roce 1843 bylo Záhvozdí uváděno pod názvem Hintering. Stálo zde 23 domů a žilo 241 obyvatel. V roce 1921 měla tato obec 127 domů a 1199 obyvatel, z toho 1190 obyvatel německé národnosti.  V letech 1938 až 1945 bylo Záhvozdí (tehdy pod názvem Hintring) v důsledku uzavření Mnichovské dohody přičleněno k nacistickému Německu.
V roce 1949 byl Hintring přejmenován na Záhvozdí.
Záhvozdí bylo výchozím místem pro výstup na Knížecí stolec. Od 1. května 2024 je turistická stezka zrušena.

## Obyvatelstvo
| Rok            | 1869 | 1880 | 1890 | 1900 | 1910 | 1921 | 1930 | 1950 | 1961 | 1970 | 1980 | 1991 | 2001 | 2011 | 2021 |
| -------------- | ---- | ---- | ---- | ---- | ---- | ---- | ---- | ---- | ---- | ---- | ---- | ---- | ---- | ---- | ---- |
| Počet obyvatel | 269  | 292  | 254  | 221  | 239  | 290  | 240  | 49   | 45   | 35   | 12   | 19   | 19   | 10   | 16   |
| Počet domů     | 25   | 28   | 27   | 27   | 30   | 30   | 31   | 27   | 27   | 7    | 3    | 4    | 11   | 11   | 10   |

## Obecní správa
Při sčítání lidu v letech 1850–1949 Záhvozdí bylo samostatnou obcí v okrese Český Krumlov (v letech 1850–1910 Krumlov).  V letech 1950–1952 bylo osadou obce Bělá v okrese Prachatice. V letech 1953–1980 bylo částí obce Želnava v okrese Prachatice. Od 1. července 1980 do 30. dubna 1991 byla částí obce Nová Pec v okrese Prachatice. Od 1. května 1991 je opět částí obce Želnava v okrese Prachatice. V letech 1850–1879 k obci patřil Chlum, v letech 1850–1949 Slunečná a v letech 1850–1952 také Pěkná.